# لاکوود پریه
لاکوود پریه (انگلیسی: Lockwood Pirie; ۲۵ آوریل ۱۹۰۴ – ۴ مهٔ ۱۹۶۵) قایقران قایق بادبانی اهل ایالات متحده آمریکا بود.